# Runaway Tour
Runaway Tour es una gira de conciertos del cantante y compositor inglés Passenger la cual dio inicio oficialmente en el Queen's Hall de Edinburgh, Reino Unido. Este Tour fue en apoyo a su álbum de estudio, "Runaway". Las fechas fueron anunciadas el 23 de mayo  de 2018 a través del instagram oficial del cantante.
Desde la fecha del 5 de marzo de 2019 en Santiago, Chile, el mejor amigo de Passenger, Stu Larsen iba a estar encargado del show de apertura, interpretando alrededor de 5 canciones.

## Fechas
| Fecha                    | Ciudad            | País            | Lugar                       |
| ------------------------ | ----------------- | --------------- | --------------------------- |
| 29 de agosto de 2018     | Edinburgh         | Reino Unido     | Queen's Hall                |
| 30 de agosto de 2018     | Glasgow           | Reino Unido     | 02 ABC                      |
| 1 de septiembre de 2018  | Dublín            | Irlanda         | Vigar St                    |
| 2 de septiembre de 2018  | Belfast           | Irlanda         | Ulster Hall                 |
| 4 de septiembre de 2018  | Manchester        | Reino Unido     | Albert Hall                 |
| 5 de septiembre de 2018  | Birmingham        | Reino Unido     | 02 Institute                |
| 8 de septiembre de 2018  | Londres           | Reino Unido     | Roundhouse                  |
| 9 de septiembre de 2018  | Brighton          | Reino Unido     | Dome                        |
| 15 de septiembre de 2018 | Múnich            | Alemania        | Tonhalle                    |
| 17 de septiembre de 2018 | Zúrich            | Suiza           | Volkshaus                   |
| 18 de septiembre de 2018 | Milan             | Italia          | Alcatraz                    |
| 21 de septiembre de 2018 | Copenhague        | Dinamarca       | Vega                        |
| 22 de septiembre de 2018 | Estocolmo         | Suecia          | Gota Lejon                  |
| 24 de septiembre de 2018 | Berlín            | Alemania        | Astra                       |
| 26 de septiembre de 2018 | Ámsterdam         | Países Bajos    | Afas Live                   |
| 27 de septiembre de 2018 | Colonia           | Alemania        | Live Music Hall             |
| 29 de septiembre de 2018 | Amberes           | Bélgica         | Trix                        |
| 30 de septiembre de 2018 | Paris             | Francia         | Yoyo                        |
| 13 de octubre de 2018    | Nashville         | Estados Unidos  | Gannery Ballroom            |
| 14 de octubre de 2018    | Atlanta           | Estados Unidos  | Teatro Buckhead             |
| 16 de octubre de 2018    | Washington        | Estados Unidos  | 9:30 Club                   |
| 18 de octubre de 2018    | Nueva York        | Estados Unidos  | Brooklyn Steel              |
| 19 de octubre de 2018    | Boston            | Estados Unidos  | Paradise Rock Club          |
| 21 de octubre de 2018    | Vancouver         | Canadá          | Teatro Corona               |
| 23 de octubre de 2018    | Toronto           | Canadá          | Teatro Phoenix              |
| 25 de octubre de 2018    | Minneapolis       | Estados Unidos  | First Avenue                |
| 27 de octubre de 2018    | Denver            | Estados Unidos  | Teatro Gotio                |
| 30 de octubre de 2018    | Vancouver         | Canadá          | Teatro Vogue                |
| 31 de octubre de 2018    | Seattle           | Estados Unidos  | Showbox & the Market        |
| 2 de noviembre de 2018   | Portland          | Estados Unidos  | Crystal Ballroom            |
| 4 de noviembre de 2018   | San Francisco     | Estados Unidos  | The Fillmore                |
| 6 de noviembre de 2018   | Los Ángeles       | Estados Unidos  | The Belasco                 |
| 13 de noviembre de 2018  | Auckland          | Australia       | Powerstation                |
| 15 de noviembre de 2018  | Brisbane          | Australia       | The Tivolti                 |
| 17 de noviembre de 2018  | Melbourne         | Australia       | The Forum                   |
| 18 de noviembre de 2018  | Sídney            | Australia       | Teatro Enmore               |
| 20 de noviembre de 2018  | Adelaide          | Australia       | The Gov                     |
| 23 de noviembre de 2018  | Perth             | Australia       | Teatro Astor                |
| 23 de noviembre de 2018  | Margaret River    | Australia       | Three Oceans                |
| 13 de febrero de 2019    | Sao Paulo         | Brasil          | Allianz Parque              |
| 14 de febrero de 2019    | Sao Paulo         | Brasil          | Allianz Parque              |
| 17 de febrero de 2019    | Porto Alegre      | Brasil          | Arena do Gremio             |
| 20 de febrero de 2019    | Montevideo        | Uruguay         | Estadio Centenario          |
| 23 de febrero de 2019    | Buenos Aires      | Argentina       | Campo Argentino de Polo     |
| 5 de marzo de 2019       | Santiago de Chile | Chile           | Teatro Caupolicán           |
| 7 de marzo de 2019       | Buenos Aires      | Argentina       | Vorterix                    |
| 8 de marzo de 2019       | Montevideo        | Uruguay         | Montevideo Music Box        |
| 10 de marzo de 2019      | Sao Paulo         | Brasil          | Cine Joia                   |
| 12 de marzo de 2019      | Lima              | Perú            | Auditorio Santa Úrsula      |
| 14 de marzo de 2019      | Bogotá            | Colombia        | Teatro Jorge Eliécer Gaitán |
| 16 de marzo de 2019      | Ciudad de México  | México          | El Plaza Condesa            |
| 17 de marzo de 2019      | Monterrey         | México          | Auditorio Banamex           |
| 18 de marzo de 2019      | Guadalajara       | México          | Morelos Park                |
| 2 de abril de 2019       | Madrid            | España          | Teatro Barceló              |
| 3 de abril de 2019       | Barcelona         | España          | Gran Teatre de Liceu        |
| 5 de abril de 2019       | Nimes             | Francia         | Paloma                      |
| 7 de abril de 2019       | Bologna           | Italia          | Estragon                    |
| 9 de abril de 2019       | Zermatt           | Suiza           | Zermatt Unplugged           |
| 11 de abril de 2019      | Vienna            | Austria         | Gasometer                   |
| 12 de abril de 2019      | Budapest          | Hungría         | Akvarium                    |
| 14 de abril de 2019      | Krakow            | Polonia         | Studio                      |
| 16 de abril de 2019      | Praga             | República Checa | Roxy                        |
| 18 de abril de 2019      | Lingen            | Alemania        | Emslandarena                |
| 20 de abril de 2019      | Luxemburgo        | Luxemburgo      | Den Atelier                 |
| 21 de abril de 2019      | Meierijstad       | Países Bajos    | Paaspop                     |